# 괴혼
괴혼: 굴려라 왕자님!(塊魂, カタマリダマシイ, Katamari Damacy)은 2004년 3월, 남코에서 발매한 플레이스테이션2용 액션 게임이다.

## 이야기
코스모의 아바마마(매우 크다)가 술주정으로 하늘의 행성과 다른 천체들을 모두 파괴해버렸다. 그래서 아바마마가 왕자(매우 작다)에게 지구로 가서 덩어리 (자기보다 작은 모든 물건을 붙여서 커지는 것)를 사용하여 여러 물건들을 모아 이것을 하늘에 띄워 행성과 천체를 다시 만들게 한다는 이야기.

## 게임 방식
듀얼쇼크의 아날로그 컨트롤러 2개를 사용하여 조작을 한다. 왕자를 조종하여 주변의 물건들을 '덩어리'에 붙여나가 크게 만든다. 덩어리보다 작은 물건만 붙일 수 있고, 게임이 진행됨에 따라 덩어리의 크기도 커져서 동물, 사람, 차, 나무, 빌딩이나 심지어는 자연현상까지도 붙일 수 있다. 덩어리보다 큰 물건을 붙이려고 시도하다가 오히려 덩어리가 부서지는 경우도 있다.
기본적인 모드는 '별을 만든다' 모드이다. 이 모드에서는 아바마마가 지정한 시간 내에 일정 크기 이상의 덩어리를 만드는 것이 목적이다. 이 모드를 성공하면 플레이어가 만든 덩어리는 하늘로 올라가 행성이나 별이 된다. 또 다른 모드에서는 특정 물건을 몇 개 이상 붙이는 것이 목적인 경우가 있다.
멀티플레이모드는 두 명까지 지원하는데, 이 모드에서는 화면을 세로로 나누어 각각의 플레이어가 각각 다른 왕자와 그 사촌을 조종하게 된다. 이 모드의 목적은 자신의 덩어리를 크게 만들어 상대방의 덩어리를 자신의 덩어리에 붙이는 것이다. 이를 위해 각종 오브젝트들이 랜덤하게 생성되고 이 오브젝트들을 붙여 크기를 늘릴 수 있다.

## 후속작

### 데굴데굴~ 쫀득쫀득~ 괴혼
데굴데굴~ 쫀득쫀득~ 괴혼(みんな大好き塊魂)은 전작에서 아바마마의 활동으로 아바마마의 팬이 많이 생겨났는데 아바마마가 팬들의 소원을 만족시키기 위해 왕자를 지구에 파견한다는 내용이다. 전작에 비해 내용이 많아 지긴 했지만, 기본적으로 덩어리로 물건을 붙여 크게 만드는 것에는 변함이 없다.

### 아바마마 오셨다! 어서 굴려라!
아바마마 오셨다! 어서 굴려라!(僕の私の塊魂)은 휴대용 게임기인 PSP로 발매된 작품으로 아바마마가 어마마마와 왕자와 함께 남국의 섬에 휴가를 왔는데 아바마마의 다이나믹한 수영으로 여러 동물들이 사는 섬이 침몰하여 전작과 같이 덩어리를 굴려 섬을 만들어 주는 내용이다.
아날로그 컨트롤러가 한 개밖에 없는 PSP의 특성상 조작은 왼쪽 방향키와 우측의 △○×□키를 사용한다. 또한 PSP의 무선랜 기능을 사용하여 4인 대전이 가능하다.

### 뷰티풀 괴혼
뷰티풀 괴혼(ビューティフル塊魂)은 XBOX360으로 2007년에 발매되었다. 이전의 괴혼 시리즈는 플레이스테이션 플랫폼으로 발매되었고, 국내 배급은 SCEK가 진행하였기 때문에 완벽한 한국어화가 되었지만 뷰티풀 괴혼은 영어 판을 매뉴얼만 한국어화 하여 발매하였다. XBOX360의 특징인 다운로드 컨텐츠로 추가 스테이지와 각종 악세사리를 판매한다.

### 괴혼 온라인
괴혼 온라인은 윈디소프트에서 서비스되는 온라인 게임이다. 반다이남코와 제휴를 통해 개발되었다.

## 평가
| 평가 |        |
| --- | ------ |
| 통합 점수 통합사 점수 메타크리틱 86/100 [ 2 ] 평론 점수 평론사 점수 1UP.com A [ 3 ] 에지 8/10 [ 4 ] 유로게이머 9/10 [ 5 ] 패미츠 31/40 [ 6 ] 게임 인포머 8/10 [ 7 ] 게임 레볼루션 A− [ 8 ] 게임프로 [ 9 ] 게임스팟 8.7/10 [ 10 ] 게임스파이 [ 11 ] 게임존 9.2/10 [ 12 ] IGN 9/10 [ 13 ] OPM (US) [ 14 ] |        |
| 통합 점수 |        |
| 통합사 | 점수   |
| 메타크리틱 | 86/100 |
| 평론 점수 |        |
| 평론사 | 점수   |
| 1UP.com | A      |
| 에지 | 8/10   |
| 유로게이머 | 9/10   |
| 패미츠 | 31/40  |
| 게임 인포머 | 8/10   |
| 게임 레볼루션 | A−     |
| 게임프로 | [ 9 ]  |
| 게임스팟 | 8.7/10 |
| 게임스파이 | [ 11 ] |
| 게임존 | 9.2/10 |
| IGN | 9/10   |
| OPM (US) | [ 14 ] |